# June Tripp
Pour les articles homonymes, voir Tripp.
June Howard Tripp (née le 11 juin 1901 à Blackpool dans le Lancashire et morte le 14 janvier 1985 à New York), est une actrice et chanteuse américaine d'origine britannique, souvent créditée simplement June ou parfois June Hillman.

## Biographie
Née en Angleterre, June Tripp y fait ses débuts au théâtre vers 1920, en particulier sur les scènes londoniennes, principalement dans des comédies musicales et revues, généralement sous son seul prénom de June. Notamment, elle participe aux opérettes Phi-Phi (musique d'Henri Christiné, 1922, avec Evelyn Laye et Clifton Webb) et Toni (musique de Hugo Hirsch, 1924), ou encore à la revue Over the Page (1932).
L'année précédente (1931), elle divorce de son premier mari anglais, puis épouse en secondes noces en 1937 Edward Hillman, un américain avec lequel elle s'établit en Californie. Désormais connue également comme June Hillman, elle est naturalisée américaine en 1951.
Avant son remariage, en janvier 1929, elle tient le rôle-titre à Broadway (New York) sous son prénom, dans la comédie musicale Polly sur une musique d'Herbert Stothart et Philip Charig (avec Fred Allen et Inez Courtney). Cette prestation fait l'objet d'un court métrage musical américain sorti la même année 1929 et titré June.
Au cinéma, outre le court métrage précité, elle contribue d'abord à trois films muets britanniques, The Yellow Claw (en) de René Plaissetty (1921), un autre court métrage de 1926, et enfin Les Cheveux d'or d'Alfred Hitchcock (sans doute son film le plus connu, 1927, avec Ivor Novello et Malcolm Keen). 
Quasiment retirée après son installation aux États-Unis, elle collabore toutefois brièvement à quatre autres films américains, Et la vie recommence de Victor Saville et autres (1943), A Song for Miss Julie (en) de William Howard (1945, où elle est créditée June Hillman), Le Fleuve de Jean Renoir (1951, comme narratrice) et pour finir Les Misérables de Lewis Milestone (1952).
En 1960, elle publie sous son prénom une autobiographie titrée The Glass Ladder. Devenue veuve en 1966, elle meurt à 83 ans, en 1985.

## Théâtre (sélection)
(à Londres, sauf mention contraire)
- 1922 : Phi-Phi, opérette, musique d'Henri Christiné, livret original d'Albert Willemetz et Fabien Sollar, adaptation de Clifford Grey : Aspasia
- 1924 : Der Fürst von Pappenheim (Toni), opérette, musique de Hugo Hirsch, nouveaux lyrics et livret de Douglas Furber (en) et Harry Graham : Princesse Stéphanie
- 1929 : Polly, comédie musicale, musique et direction musicale d'Herbert Stothart et Philip Charig (en), lyrics d'Irving Caesar, livret de Guy Bolton, George Middleton et Isabel Leighton (d'après la pièce Polly with a Past de David Belasco), décors de Joseph Urban : Polly Shannon (à Broadway)
- 1932 : Over the Page, revue, musique d'Henry Sullivan, lyrics de Desmond Carter, sketches de Dion Titheradge et John Murray Anderson

## Filmographie complète
- 1921 : The Yellow Claw (en) de René Plaissetty : Mme Vernon
- 1926 : Riding for a King de Walter West (court métrage) : Lady Betty Raleigh
- 1927 : Les Cheveux d'or (The Lodger) d'Alfred Hitchcock : Daisy
- 1929 : June (court métrage, réalisateur non spécifié) : elle-même
- 1943 : Et la vie recommence (Forever and a Day) de Victor Saville et autres : une infirmière
- 1945 : A Song for Miss Julie (en) de William Howard : Mme Firbank
- 1951 : Le Fleuve (The River) de Jean Renoir : la narratrice
- 1952 : Les Misérables (Les Miserables) de Lewis Milestone : la mère supérieure

## Note et référence
1. ↑  Comme l'atteste cette photo prise le 14 juin 1951 au bureau de naturalisation (publiée par Getty Images).